# Aston Martin Cygnet
L'Aston Martin Cygnet est une micro-citadine assemblée à la main par le constructeur automobile britannique Aston Martin.

## Présentation
L'Aston Martin Cygnet est en fait une Toyota IQ redessinée selon les canons de la marque ailée (calandre, phares et feux arrière à LED), équipée de la version la plus puissante du moteur de la petite Toyota, développant 98 ch. Elle était disponible en boîte manuelle 6 rapports à 38 250 € et en boîte CVT (à variation continue) à 39 705 € (tarifs 2011). Tout l'équipement est en série : GPS Garmin, radio CD MP3 6 HP, climatisation automatique, sièges et volant cuir, pavillon en alcantara y compris l'originale boîte à gants en forme de sac en cuir. Par ailleurs, les options de personnalisation de couleurs et matières sont quasi infinies, comme sur toutes les Aston Martin, ce qui fait dire à la marque qu'aucune Cygnet ne sera identique à une autre. Son but était de permettre à Aston Martin de se conformer à la règle stricte des émissions de l'Union européenne, mise en place en 2012. Le PDG d'Aston Martin Ulrich Bez avait annoncé une fabrication de 4 000 unités par an, mais la production a finalement été arrêtée en octobre 2013 après seulement 150 exemplaires vendus en Grande-Bretagne.
La Cygnet, dotée de son 4 cylindres 1,33 litre, émet 116 g/km de CO2, et consomme 5 l/100 km (consommation mixte en boîte manuelle).
En 2018 Aston Martin crėe une Cygnet unique pour un client de la marque avec un moteur V8 portant une puissance de 430 ch.